# Мітхо
Мітхо (в'єт. Mỹ Tho) — місто у В'єтнамі, столиця провінції Тьєнзянг. Знаходиться у дельті річки Меконга, за 1789 км від Ханоя і за 70 км від Хошиміна.

## Історія

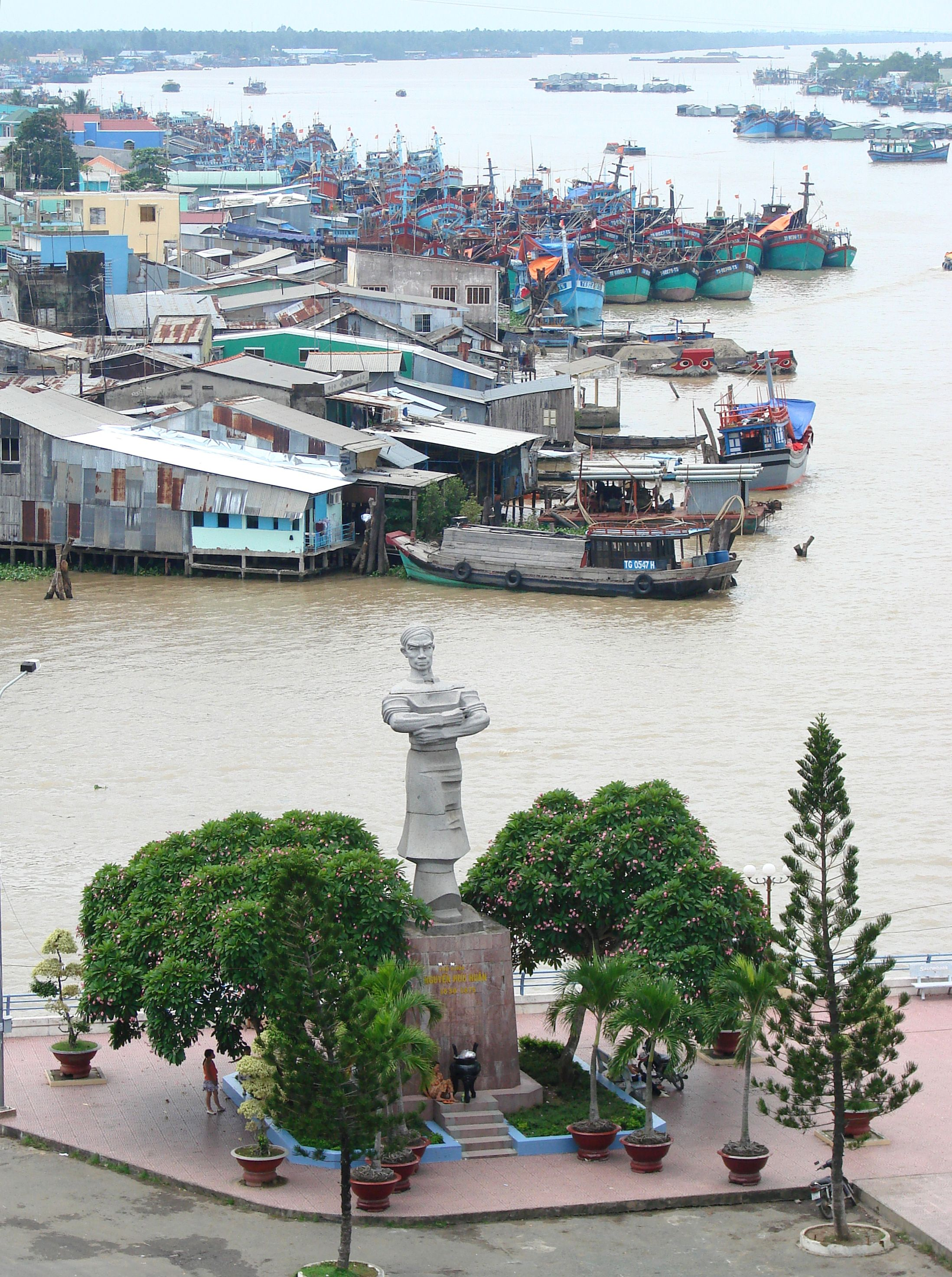
Пам'ятник Нгуєн Гу Гуан (Nguyen Huu Huan) у центрі Мітхо

Мітхо було засновано у 1680-і роки китайськими біженцями з Тайваню, коли глава династії Цин Ши Лон відібрав владу у Південної династії Мін у 1683 році. Область у той час була колись частиною кхмерського царства і була приєднана до В'єтнаму у 18 столітті. Місто названо на честь річки Мітхо, що означає «чудовий» (My) «очерет» (Tho).
Завдяки своїй близькості до Хошиміну, Мітхо був традиційним транспортним пунктом у дельті Меконгу. У 17 столітті місто стало одним з найбільших комерційних центрів у південній частині сьогоднішнього В'єтнаму.
У 1860-х роках Мітхо, поряд з Хошиміном, стає одним з основних стратегічних міст під час французької колоніальної кампанії. У 1862 році захоплення Мітхо розглядається як завершення створення французької колонії Кохінхіна, яка дала початок майже віковому французькому колоніальному пануванню у В'єтнамі.
Під час періоду колонізації економіка продовжувала процвітати, залучаючи дедалі більше іммігрантів, в основному з Чаочжоу та Мінна. У 1876 році Мітхо став однією з шести провінцій південно-східного В'єтнаму.

## Економіка
Сьогодні основою економіки міста є туризм, рибальство і сільське господарство. Вирощують такі продукти, як кокоси, банани, лонган.
| В'єтнам | Це незавершена стаття з географії В'єтнаму. Ви можете допомогти проєкту, виправивши або дописавши її. |